# Lagadin
Lagadin (macedónul: Лагадин) település Észak-Macedóniában, a Délnyugati körzet Ohridi járásában.

## Népesség
| 2002 | 20 |
| 2021 | 81 |

2002-ben 20 lakosa volt, akik közül 18 macedón, 1 szerb és 1 egyéb.